# Lee Ho-jin
Ho Jin Lee és un futbolista sud-coreà, nascut el 9 de març de 1983. Ha jugat al Racing de Santander espanyol, on només va aparèixer un cop, a l'Incheon United del seu país, i a Finlàndia, després d'estar a prova del Haka, ha recalat al JJK, que l'ha cedit al Blackbird.
És internacional sub-20 amb la selecció del seu país.